# Белогорье (заповедник)
Белого́рье — государственный природный заповедник, расположенный в Белгородской области Российской Федерации.

## История создания заповедника
Создан в 1999 году на базе существовавшего с 1920-х годов заповедника «Лес на Ворскле». В 1951 году заповедник был преобразован в учебно-опытное лесное хозяйство, однако хозяйственных вырубок в нем не проводилось и продолжал действовать охранный режим. В 1979 году «Лес на Ворскле» вновь получил статус заповедника.
В 1995 году в состав заповедника вошёл участок «Острасьевы яры», а в 1999 году — участки «Ямская степь», «Лысые горы» и «Стенки Изгорья» (эти три участка входили до 1999 года в состав Центрально-Чернозёмного государственного природного биосферного заповедника имени профессора В. В. Алехина) и в этом же году заповедник получил название «Белогорье».

## Общее описание
Заповедник является природоохранным, научно-исследовательским и эколого-просветительским учреждением федерального значения, имеющим целью сохранение и изучение естественного хода природных процессов и явлений, генетического фонда растительного и животного мира, отдельных видов и сообществ растений и животных, типичных и уникальных экологических систем юга Среднерусской возвышенности.
На заповедник возлагаются следующие задачи:
- Осуществление охраны природных территорий в целях сохранения биологического разнообразия и поддержания в естественном состоянии охраняемых природных комплексов и объектов
- Организация и проведение научных исследований, включая ведение «Летописи Природы»
- Осуществление экологического мониторинга
- Экологическое просвещение
- Участие в государственной экологической экспертизе проектов и схем размещения хозяйственных и иных объектов
- Содействие в подготовке научных кадров и специалистов в области охраны окружающей природной среды

В соответствии с поставленными перед заповедником задачами в его структуре имеются: отдел охраны заповедной территории, научный отдел, отдел экологического просвещения и отдел обеспечения основной деятельности.

## Территория заповедника
Территория государственного природного заповедника «Белогорье» состоит из 5 обособленных участков (кластеров), расположенных в Борисовском, Губкинском и Новооскольском районах Белгородской области, общей площадью 2131 га.
| Участок          | Район                | Площадь, га |
| ---------------- | -------------------- | ----------- |
| «Лес на Ворскле» | Борисовский район    | 1038        |
| «Острасьевы яры» | Борисовский район    | 90          |
| «Стенки Изгорья» | Новооскольский район | 267         |
| «Ямская степь»   | Губкинский район     | 566         |
| «Лысые горы»     | Губкинский район     | 170         |

В ведении заповедника также находится природный парк «Ровеньский».

## Флора и фауна
На территории заповедника обитает 62 вида млекопитающих, около 180 видов птиц, 16 видов амфибий и рептилий, более 3000 видов насекомых и более 300 видов пауков. На его территории встречаются около 370 видов высших сосудистых растений. Имеется 15 видов рыб.